# ۵۸ (قمری)
۵۸ (قمری)، پنجاه و هشتمین سال در گاهشماری هجری قمری است. اول محرم این سال برابر با ششم نوامبر سال ۶۷۷ میلادی است.

## درگذشتگان
- ۱۷ رمضان - عایشه بنت ابوبکر ، همسر پیامبر